# Maximilian de Angelis
Maximilian de Angelis (Budapeste, 2 de outubro de 1889 — Graz, 6 de dezembro de 1974) foi um general austríaco que serviu Exército Austríaco na Primeira Guerra Mundial e no exército alemão na Segunda Guerra Mundial.

## Biografia
Foi um Oberleutnant na artilharia em 1910 e encerrou a Primeira Guerra Mundial (1914-18) como Hauptmann. Continuou a sua carreira militar no Exército Austríaco, subindo para a patente de Oberst em 28 de junho de 1933. Promovido para Generalmajor em 15 de março de 1938 e depois para Generalleutnant em 1 de junho de 1940 e General der Artillerie em 1 de março de 1942.
Durante a guerra, ele comandou a 76ª Divisão de Infantaria (1 de Setembro de 1939), e após o XXXXIV Corpo de Exército (26 de janeiro de 1942). Mais tarde ele estava no comando do 6º Exército (22 de Novembro a 19 de Dezembro de 1943 e 8 de abril de 1944 até 17 de Julho de 1944) em seguida o 2º Exército Panzer (18 de Julho de 1944). ele se manteve no comando desta unidade até o fim da Guerra.
Foi sentenciado a 20 anos se prisão pelas autoridades da Iugoslávia e a 25 anos pelas autoridades soviéticas, contudo ele foi libertado em 11 de Outubro de 1955. Faleceu em Graz, na Áustria em 6 de Dezembro de 1974.

## Condecorações
- Cruz de Ferro (1914)
  - 2ª classe
  - 1ª classe
- Broche da Cruz de Ferro (1914)
  - 2ª classe (13 de maio de 1940)[1][3]
  - 1ª classe (1 de junho de 1940)[1][3]
- Cruz de Honra da Guerra Mundial para Combatentes
- Medalha Oriental
- Ordem de Miguel, o Valente 3ª Classe (19 de setembro de 1941)[1]
- Cruz de Cavaleiro da Cruz de Ferro (9 de fevereiro de 1942)[1][3][4]
  - 323ª Folhas de Carvalho (12 de novembro de 1943)[1][3][4]